# Реформація у Швейцарії
Реформація у Швейцарії (від лат. reformatio — виправлення, відновлення) — масовий релігійний та суспільно-політичний рух в Швейцарії в XVI столітті.

## Цвінгліанська реформація

### Початок Реформації у Швейцарії
Реформація в Південній і Західній Європі розвивалася інакше, ніж у Центральній, Північній і Східній. Якщо в цих регіонах підтримка реформаторів забезпечувалася земельними правителями, то в Швейцарії, конфедерації незалежних територій, міста самі вибирали те віросповідання, яке вважали правильним. Початок же цьому було покладено в Цюриху, де 1518 року священником кафедрального собору був обраний відомий проповідник Ульріх Цвінглі. Вже добре вивчивши Біблію, він у своїх проповідях почав повчати народ тому, що спасіння досягається не дотриманням релігійної обрядовості, а вірою в спокутну жертву Ісуса Христа. Варто зауважити, що Рим спочатку досить байдуже поставився до нового реформатора — назрівала війна з Францією, а з усіх швейцарських кантонів тільки Цюрих підтримав Папу, надавши в його розпорядження свої війська. Навіть те, що Цвінглі вигнав ченця Самсона, торговця індульгенціями, отримало не засудження, а похвалу представника місцевого єпископа.
Так тривало до 1522 року, коли Цвінглі сам пішов на загострення ситуації. Спершу в березні 1522 року він з кафедри висловився про відсутність необхідності дотримання церковного посту (і відповідно, сплати церковного штрафу за його недотримання), а в липні того ж року написав два відкриті листи — єпископу Констанцькому та членам Швейцарського Союзу про шкоду целібату та дозвіл духовенству вступити до шлюбу. Це був уже виклик. Однак і цей виклик не призвів до очікуваних заходів з боку римського священноначалля — навпаки, папський легат передав Цвінглі лист, у якому йому сулилися величезні блага, якби він став підтримувати інтереси Риму. Однак Цвінглі проігнорував ці пропозиції.
У цей час цюрихська міська рада призначила проведення диспуту, на якому Цвінглі на основі Біблії повинен був довести істинність свого вчення. На диспут були запрошені архієпископ і представники всіх кантонів, однак приїхали тільки представники Шаффгаузену. Архієпископ надіслав свого вікарія Фабера, якому була дана установка вислухати Цвінглі, але в дебати не вступати. Зі свого боку, реформатор ґрунтовно підготувався до диспуту, написавши 67 тез — програму як церковної, так і державної реформи, яку він збирався на цьому диспуті захистити. Диспут розпочався 29 січня 1523 року. Фабер як міг ухилявся від полеміки, однак Цвінглі вхопився за його необережне висловлювання про необхідність заступництва святих і зажадав обґрунтувати цю тезу на підставі Біблії. Неспроможність аргументів Фабера була очевидна навіть стороннім спостерігачам. На наступний день Фабер заявив, що прочитав тези і готовий відстоювати позицію Церкви, однак в цей день його поразка була нищівною. За підсумками диспуту Цюрих надалі відмовився визнавати владу Констанцького архієпископа і приступив до широких церковних реформ.

### Церковні реформи в Цюриху
Був скасований целібат і дозволений шлюб священників (сам Цвінглі одружився 2 квітня 1524 року). 28 жовтня 1523 року відбувся другий диспут, на якому обговорювалися питання: чи узгоджується з Біблією шанування ікон і чи слід вважати месу жертвою. На обидва питання було дано негативну відповідь, однак міська рада відклала остаточне рішення питання до весни 1524 року і 15 травня 1524 року видала указ про скасування меси та знищення ікон. Відтак з церков були вилучені всі зображення, зламані органи, мощі святих поховані. З 1525 року в Цюриху почали практикуватися причащання прихожан «під двома видами», тобто вином і хлібом.
Поміж іншого, Цвінглі приступив до перебудови церковної організації — якщо раніше вся влада належала єпископам, то Цвінглі посилив демократичні тенденції в організації церкви, поставивши на чолі парафію — конгрегацію, яка сама обирала собі проповідника. Парафії складали Синод (Собор). Надалі така форма церковної організації отримала назву конгрегаціоналізм, і нині вельми популярна серед різних протестантських деномінацій. Для підготовки кадрів нової церкви в Цюриху за активної участі Цвінглі був відкритий теологічний коледж Каролінум. Крім цього, були реорганізовані наявні церковні школи та відкрито багато нових.
Однак навіть такі рішучі заходи з боку Цвінглі мали критиків, які вимагали більш радикальних перетворень. Як і в інших місцях Європи, така боротьба проходила під прапором анабаптизму, який в Цюриху очолили Конрад Гребель і Фелікс Манц. Учасники руху почали готувати повстання — як в сусідній Німеччині, проте енергійні заходи влади дозволили йому запобігти. У 1527 році вожді анабаптистів на чолі з Феліксом Манцем були втоплені.

### Релігійні війни у Швейцарії і смерть Цвінглі
Прикладу Цюриха наслідували Берн, Базель, Шаффгаузен, Санкт-Галлен і Гларус, де поступово до влади прийшли прихильники Реформації, однак частина так званих лісових кантонів (Швіц, Урі, Унтервальден і Цуг) та міста Люцерн і Фрібур залишилися вірні католицизму. У конфедерації назрівав розкол. У 1528 році католики запропонували влаштувати диспут, від якого досі всіляко ухилялися. Підозрюючи пастку, Цвінглі не взяв у ньому участі, пославши туди Еколампадія з Базеля і Берхтольда Галлера з Берна. З боку католиків на ньому виступили Екк і Фабер. Однак вже до закінчення диспуту католики оголосили себе переможцями, а Цвінглі урочисто відданий церковному прокляттю, і будь-які зміни в церковних звичаях були заборонені.
У 1529 році між кантонами виник перший конфлікт. Приводом для нього став арешт у Швіці цюрихського священника Якоба Кайзера, який був спалений, незважаючи на протести Цюриха. У відповідь Цюрих і Берн висунули свої сили до Каппеля. Однак за посередництва інших кантонів між протиборчими сторонами було укладено мир, за умовами якого протестантські кантони були стороною-переможцем й отримували значну грошову компенсацію. Так звана Перша каппельська війна закінчилася, так і не розпочавшись.

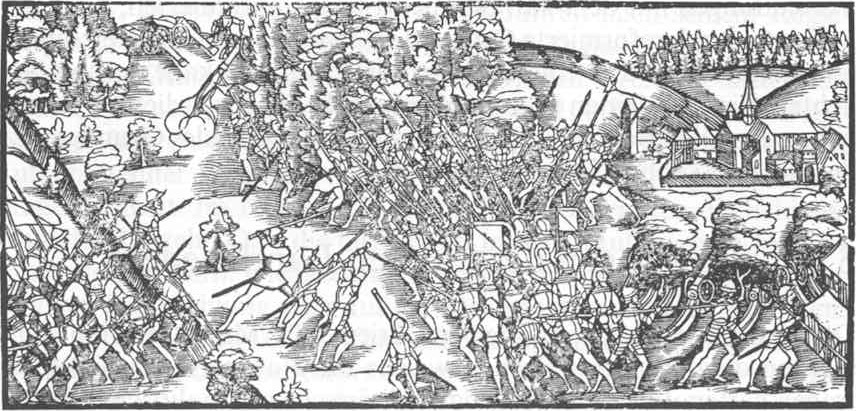
Битва під Каппелем, у якій загинув Цвінглі

Утім, сторони продовжували активно готуватися до нової війни. Тоді як католицькі кантони заручилися підтримкою ерцгерцога Австрії Фердинанда, Цвінглі шукав підтримки у протестантських князів Німеччини. Для цього він звернувся до Філіппа Гессенського. Той запропонував Цвінглі зустрітися з Лютером, що сталося в місті Марбург. Однак підсумки диспуту виявилися далеко не тими, що очікував Цвінглі — Лютер відмовився визнати в ньому єдиновірця, у результаті чого швейцарці не отримали допомоги з Німеччини.
У 1531 році назріла нова конфронтація між Християнським союзом міст і лісовими кантонами. Однак Берн відмовився від рішучих дій, виступаючи за блокаду католицьких кантонів. Та й у самому Цюриху бажаючих брати участь у військових діях було не так вже й багато. Унаслідок цього цюрихське військо виявилося набагато меншим, ніж очікувалося. У католиків військо було приблизно в чотири рази більше. Відтак, 11 жовтня 1531 року цюрихський загін був розгромлений переважаючими силами противника, при цьому на полі полягло близько 80 католиків і 500 цюрихців, серед яких був і сам Цвінглі. На наступний день його тіло впізнали, тут же був організований суд, за підсумками якого труп Цвінглі був спершу четвертовано, потім спалено, а попіл змішано з попелом свині і розсіяний по вітрі.
20 листопада 1531 року було укладено другий мирний договір, унаслідок якого реформати втратили всі плоди своєї першої перемоги. Католицизм був насильно насаджено в деяких спірних територіях. Про проведення Реформації в інших кантонах не могло бути й мови.
Однак в імперських містах духовними авторитетами залишалися сподвижники й учні Цвінглі: у Цюриху — Генріх Булінгер і Лео Юд, у Базелі — Міконій (Еколампадій незабаром помер), у Берні — Берхтольд Галлер, у Шаффгаузені — Себастьян Гофмайстер і Еразм Ріттер, у Санкт-Галлені — Йоахім Вадіана і Йоганн Кесслер і в Граубюндені — Йоганн Командер. Однак лідера, який міг би очолити «християнський союз міст», серед них не було.

## Кальвіністська Реформація

### Женева— новий центр Реформації
Швейцарія все ж залишилась одним з головних осередків Реформації, однак центр руху змістився з Німецької Швейцарії у Французьку — з Цюриха в Женеву. Спершу цей рух очолив Гійом Фарель, який ще на початку 20-х років був вимушений через свої погляди емігрувати до Франції. Тут він активно займався реформаторською діяльністю, допомагав Цвінглі, Еколампадію, Буцеру, брав участь у налагодженні контактів із вальденсами. У 1532 році Фарель проповідував у Женеві. Своєю проповіддю він привернув безліч прихильників, проте спричинив своїми промовами невдоволення керівництва міста і був вигнаний. Однак за допомоги влади Берну, який надавав Женеві військову допомогу, йому вдалося повернутися в місто. У 1536 році міська рада Женеви ухвалила рішення про встановлення в місті реформованого богослужіння. Однак Фарель відчував, що йому бракує здібностей стати на чолі руху.
Улітку того ж 1536 року через Женеву по дорозі в Німеччину проїжджав Жан Кальвін. Уже знайомий із його «Institutio religionis christianae», Фарель одразу оцінив його, та як організатора вмовляв його залишитися в Женеві й зайнятися влаштуванням церкви. Кальвін погодився та разом із Фарелем запропонував міській раді свій проєкт — так звані Articles de 1537. Слідом за тим було складено катехізис і сповідання. Хоча Фарель і висловлював у сповіданні свій поміркований погляд на відлучення, але загалом він підкорився ригористичним прагненням Кальвіна і його вченню про незалежність церкви від держави. Застосування програми Кальвіна викликало в Женеві опозицію, і після перемоги партії «лібертинів» на виборах 1538 р. справа дійшла до вигнання обох реформаторів. 1540 року прибічники Кальвіна й Фареля, гієрмени (Guillermins, від імені Фареля, Guillaume), покликали Кальвіна назад. Після довгої боротьби в 1542 році реформаторам вдалося вибороти на організацію церкви в дусі Кальвіна. Було визначено чотири класи служителів у Церкві: пастори (у їхнє завдання входила проповідь і підтримання дисципліни), вчителі (навчання основ віровчення), диякони (благодійна робота), а над усіма ними перебувала Консисторія з пресвітерів, яка мала наглядати за богослов'ям і моральними засадами суспільства і за необхідності вдаватися навіть до відлучення від Церкви.

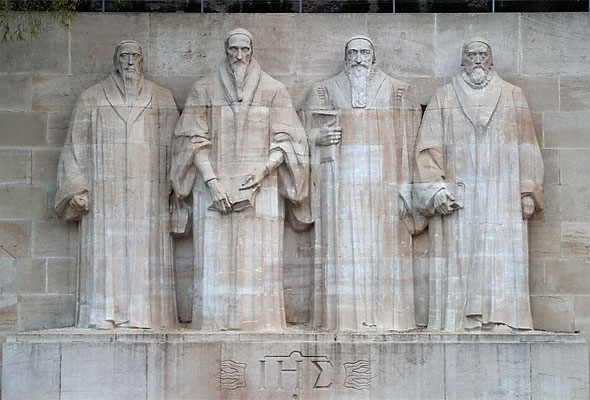
Стіна Реформації в Женеві: Гійом Фарель, Жан Кальвін, Теодор Беза, Джон Нокс

Для більшої ефективності Кальвін пропонував використовувати державний апарат, щоб приводити у виконання суворіші покарання. Треба зауважити, що покарання виявилися надто жорстокими — так у 1546 році 58 осіб було страчено і 76 заслано. У 1553 році влада міста Женеви внаслідок рішення Консисторії спалила відомого вченого і проповідника Мігеля Сервета, який проповідував антитринітарне вчення.
Унаслідок наполегливої праці Кальвіна, Фареля та їхніх однодумців Женева зрештою стала новим центром Реформації. У 1549 році Кальвін і Буллінгер підписали цюрихську угоду, унаслідок якої відбулося об'єднання кальвіністів і послідовників Цвінглі. У 1559 році було створено Женевську академію, що зайнялася підготовкою кадрів для нової конфесії. Із Женеви вчення реформатів поширилося в багато країн Європи: Францію, Шотландію, Угорщину, Польщу, Нідерланди і навіть Німеччину. Нині реформати є однією з найбільших протестантських деномінацій. Сам Кальвін помер у 1564 році, а його наступником став Теодор Беза, ректор Академії.